# Kongsberg Penguins
Kongsberg Penguinsvar et norsk basketballhold. De blev dannet i 2000, samtidig med den nye, norske liga, BLNO, tog form. Holdets oprindelige navn var Bergkameratene, men nu er Bergkameratene breddedelen, mens Penguins er topholdet/Bk Basket Elite. Bk bredde og Kongsberg Penguins er skilt ud i to forskellige klubber.
Kongsberg Penguins spiller sine hjemmekampe i Kongsberghallen, ofte foran 400–500 tilskuere. For det meste har der været 1200-1300 mennesker til stede. Navnet Penguins har holdet taget fra Kongsberg Våbenfabriks marine missil Penguin-raket.
Holdet har efter et par vanskelige år regrupperet sig, og har mange unge, lokale spillere og med undtagelse af to amerikanere et helt norsk hold.
| Basketball | Spire Denne artikel om basketball er en spire som bør udbygges. Du er velkommen til at hjælpe Wikipedia ved at udvide den. |